# Deutsche Fußballmeisterschaft der A-Junioren 1984/85
Die deutsche Fußballmeisterschaft der A-Junioren 1985 war die 17. Auflage dieses Wettbewerbes. Meister wurde Eintracht Frankfurt, die im Finale Bayer 04 Leverkusen mit 4:2 besiegte.

## Teilnehmende Mannschaften
An der A-Jugendmeisterschaft nahmen die 16 Landesverbandsmeister teil.
| Regionalverband Nord | Regionalverband West                                                                                    | Regionalverband Südwest                                                                        | Regionalverband Süd | Berlin                           |
| - Schleswig-Holstein: Rendsburger TSV - Hamburg: TSV Reinbek - Bremen: Werder Bremen - Niedersachsen: Eintracht Braunschweig | - Westfalen: Borussia Dortmund - Mittelrhein: TSV Bayer 04 Leverkusen - Niederrhein: Bayer 05 Uerdingen | - Rheinland: SpVgg EGC Wirges - Südwest: 1. FC Kaiserslautern - Saarland: Borussia Neunkirchen | - Hessen: Eintracht Frankfurt - Baden: Karlsruher SC - Südbaden: FC Konstanz - Württemberg: VfB Stuttgart - Bayern: FC Bayern München | - Berlin: Reinickendorfer Füchse |

## Achtelfinale
Hinspiele: So 02.06. Rückspiele: So 09.06.
|                        | Gesamt |                         | Hinspiel | Rückspiel |
| ---------------------- | ------ | ----------------------- | -------- | --------- |
| FC Bayer 05 Uerdingen  | 2:7    | Borussia Dortmund       | 1:4      | 1:3       |
| 1. FC Kaiserslautern   | 1:2    | TSV Bayer 04 Leverkusen | 1:1      | 0:1       |
| Borussia Neunkirchen   | 2:4    | SV Werder Bremen        | 2:1      | 0:3       |
| FC Bayern München      | 2:7    | Karlsruher SC           | 2:2      | 0:5       |
| SpVgg EGC Wirges       | 0:7    | VfB Stuttgart           | 0:5      | 0:2       |
| FC Konstanz            | 1:9    | Eintracht Braunschweig  | 1:4      | 0:5       |
| Reinickendorfer Füchse | 4:2    | Rendsburger TSV         | 1:1      | 3:1       |
| Eintracht Frankfurt    | 8:3    | TSV Reinbek             | 3:1      | 5:2       |

## Viertelfinale
Hinspiele: So 16.06. Rückspiele: So 23.06.
|                        | Gesamt |                         | Hinspiel | Rückspiel |
| ---------------------- | ------ | ----------------------- | -------- | --------- |
| Borussia Dortmund      | 3:6    | TSV Bayer 04 Leverkusen | 0:4      | 3:2       |
| SV Werder Bremen       | 1:5    | Karlsruher SC           | 1:1      | 0:4       |
| VfB Stuttgart          | 3:1    | Eintracht Braunschweig  | 0:0      | 3:1       |
| Reinickendorfer Füchse | 02:15  | Eintracht Frankfurt     | 2:7      | 0:8       |

## Halbfinale
Hinspiele: So 30.06. Rückspiele: So 07.07.
|                         | Gesamt |                     | Hinspiel | Rückspiel |
| ----------------------- | ------ | ------------------- | -------- | --------- |
| TSV Bayer 04 Leverkusen | 3:2    | Karlsruher SC       | 1:0      | 2:2       |
| VfB Stuttgart           | 3:4    | Eintracht Frankfurt | 3:0      | 0:4       |

## Finale
| TSV Bayer 04 Leverkusen                                                | TSV Bayer 04 Leverkusen | Eintracht Frankfurt | Eintracht Frankfurt |
| ---------------------------------------------------------------------- | --- | --- | ------------------- |
| TSV Bayer 04 Leverkusen                                                | \| Freitag, 12. Juli 1985 um 18:30 Uhr in Mannheim (Rhein-Neckar-Stadion) \| \| Ergebnis: 2:4 (0:1) \| \| Zuschauer: 5.000 \| \| Schiedsrichter: Winfried Walz (Waiblingen) \|                                                                 | \| Freitag, 12. Juli 1985 um 18:30 Uhr in Mannheim (Rhein-Neckar-Stadion) \| \| Ergebnis: 2:4 (0:1) \| \| Zuschauer: 5.000 \| \| Schiedsrichter: Winfried Walz (Waiblingen) \|                                                                                    | Eintracht Frankfurt |
| TSV Bayer 04 Leverkusen                                                | Bernd Dreher – Ingo Wollenberg (67. Valk) – Mike Reinartz, Stephan Kuhnt – Konrad Czarnetzki, Darius Scholtysik, Günter Drews, Matthias Marx, Knut Reinhardt – Dirk Rehbein, Ralf Juterzenka (74. Jens Tschiedel) Cheftrainer: Michael Reschke | Burkhard Rogowski – Klaus Reusing (74. Björn Pistauer) – Andreas Iglesias, Alexander Conrad – Thorsten Dembowski, Andreas Möller, Achim Völker (67. Oliver Gruner), Christian Hestermann, Marijan Vucak – Thomas Reubold, Richard Walz Cheftrainer: Klaus Gerster | Eintracht Frankfurt |
| TSV Bayer 04 Leverkusen                                                | 1:2 Dirk Rehbein (58.) 2:2 Darius Scholtysik (66.) | 0:1 Thomas Reubold (17.) 0:2 Thomas Reubold (50.) 2:3 Andreas Iglesias (70., Foulelfmeter) 2:4 Thorsten Dembowski (80.) | Eintracht Frankfurt |
| TSV Bayer 04 Leverkusen                                                | Kuhnt | | Eintracht Frankfurt |
| TSV Bayer 04 Leverkusen                                                | Zeitstrafe : Kuhnt | | Eintracht Frankfurt |
| Freitag, 12. Juli 1985 um 18:30 Uhr in Mannheim (Rhein-Neckar-Stadion) | | |                     |
| Ergebnis: 2:4 (0:1)                                                    | | |                     |
| Zuschauer: 5.000                                                       | | |                     |
| Schiedsrichter: Winfried Walz (Waiblingen)                             | | |                     |